# Algebră abstractă
Algebra abstractă este acel domeniu al matematicii care studiază structurile algebrice, cum ar fi: grupuri, inele, corpuri, module, spații vectoriale și alte algebre.
Termenul de abstract a fost introdus la începutul secolului XX pentru a o distinge de algebra clasică, numită și algebră elementară.

## Teme
- rezolvarea sistemelor de ecuații liniare, ceea ce conduce la studiul matricilor, determinanților și algebrei liniare.
- stabilirea de formule pentru soluțiile ecuațiilor polinomiale.
- studiul formelor pătratice și al ecuațiilor diofantice, mai ales pentru a demonstra marea teoremă a lui Fermat.